# 浅野喜市
浅野 喜市（あさの きいち、1914年3月8日 - 1993年4月3日）は、日本の写真家。京都府京都市下京区生まれ。1930年旧制四条商業学校卒業。33年東郷カメラで写真を始める。39年歩兵第９連隊に臨時召集、中支に転属。43年召集解除。49年高桑勝雄の指導で外国サロン出品。51年英国ロイヤル、パリ、ロンドン、シカゴサロン等に入選。53年国内の主要な写真コンテストで受賞。太平洋画会の会友に推挙される。89年京都市文化功労者。二科会写真部会員。（社）日本写真家協会会員。全日本写真連盟副会長。
京都の町、古い風景などを撮影した。

## 著書（写真）
- カメラ京都ガイド 臼井喜之介共著 白川書院 1964. 京都ポケット叢書
- 京都御所と仙洞御所 文: 門脇禎二 光村推古書院 1964. スイコブックス
- 京のくらし 伝統と風俗 高桑義生文 光村推古書院 1964. スイコブックス
- 古都の譜 文: 川端康成 写真: 入江泰吉と 悠々洞 1964
- 静かなる古都 高桑義生文 光村推古書院 1964 スイコ・ブックス
- 平家物語 カメラ紀行 杉本苑子文 淡交新社 1964
- 京 歴史と文化 林屋辰三郎,横井清 光村推古書院 1965
- 八瀬・大原 京の里 杉本苑子文 淡交新社 1965
- 近江路 人と歴史 原田伴彦文 淡交新社 1966
- 西山 京の里 杉本苑子文 淡交新社 1967
- 京都の美と魅力 歴史と文化を訪ねて 吉田光邦文 実業之日本社 1968 ブルーガイドカラー新書
- 古都残影 文: 白洲正子 駸々堂出版 1970
- お庭拝見 光村推古書院 1968-71
- 嵯峨野 光村推古書院 1971
- カラー京都の祭 文: 駒敏郎 淡交社 1972
- カラー京都の花暦 文: 田中阿里子 淡交社 1973
- カラー京都の魅力 洛北 文: 中村直勝 淡交社 1974
- カラー大和の花暦 文: 田中阿里子 淡交社 1975
- 梵鐘巡礼 橋爪金吉文 青燈書房編 ビジネス教育出版社 1976
- ふるさとの民家 藤岡謙二郎編 大日本絵画巧芸美術 1977.5
- 街道 生きている近世2 小林博,足利健亮編 淡交社 1978.11
- 城と城下町 生きている近世 1 藤本利治,矢守一彦編 淡交社 1978.10
- 花 万葉集 杉本苑子,相馬大著 光村推古書院 1978.7
- 太陽庭と家シリーズ 1 平凡社 1980.1 シリーズ太陽
- 花京洛 保育社 1980.7
- 花源氏物語 田辺聖子,相馬大著 光村推古書院 1980.7
- 西国霊場 新人物往来社 1981.5
- 住居 藤島亥治郎 光村推古書院 1981.4
- 花平家物語 平岩弓枝,相馬大著 光村推古書院 1981.11
- 花まんだら京都 田辺聖子, 相馬大著 光村推古書院 1984.4
- 京都花の散歩道 浅野喜市写真集 日本カメラ社 1986.2
- 四季京の川 浅野喜市写真集 京都書院 1987.11
- 四季京の里 浅野喜市写真集 京都書院 1988.2
- 四季京の町 浅野喜市写真集 京都書院 1988.4
- 四季京の山 浅野喜市写真集 京都書院 1988.1
- 花の夢 Floral illusion 浅野喜市写真集 光村推古書院 1989.5
- 雪国 昭和30年～33年 浅野喜市写真集 京都書院 1989.7
- 祇園 昭和13年～35年 浅野喜市写真集 京都書院 1990.6
- 日本の桜 藤井正夫と写真 ; 奈良本辰也文 毎日新聞社 1990.3
- 古都 昭和12年～47年 浅野喜市写真集 京都書院 1992.11
- 今昔都名所図会 1 (洛中) 竹村俊則文 京都書院 1992.7
- 浅野喜市作品展 古都 JCIIフォトサロン 1993.3 JCII Photo Salon library
- 昭和の京都 回想昭和20～40年代 光村推古書院 2010.10

| スタブアイコン | サブスタブ | この項目は、まだ閲覧者の調べものの参照としては役立たない、人物に関連した書きかけの項目です。この項目を加筆・訂正などしてくださる協力者を求めています（P:人物伝/PJ:人物伝）。 |